# 福来記念・山本資料館
福来記念・山本資料館（ふくらいきねん・やまもとしりょうかん）は、岐阜県高山市にある一般財団法人飛騨福来心理学研究所が運営する博物館。

## 概要
- 念写の発見者とされる心理学者、超心理学者の福来友吉、及び飛騨福来心理学研究所創立者の山本健造に関する資料を保管展示する施設である。
- 元は山本健造によって1956年（昭和31年）に高山市城山公園に開館した「福来博士記念館」である[1]。福来博士記念館の展示物（念写実験に使用した道具、著作、愛用品など）、山本健造に関する資料を保管展示するために高山市国府町の一般財団法人飛騨福来心理学研究所の隣接地に新築移転[2]。2010年（平成22年）4月21日開館[1]。尚、移転後も高山市城山公園の「福来博士記念館」（高山市堀端町8）は一般財団法人飛騨福来心理学研究所の施設（管理は照蓮寺に依頼）として存続しているが展示内容は小規模である[1]。
- 岐阜県まちかど美術館・博物館に登録されている[2]。

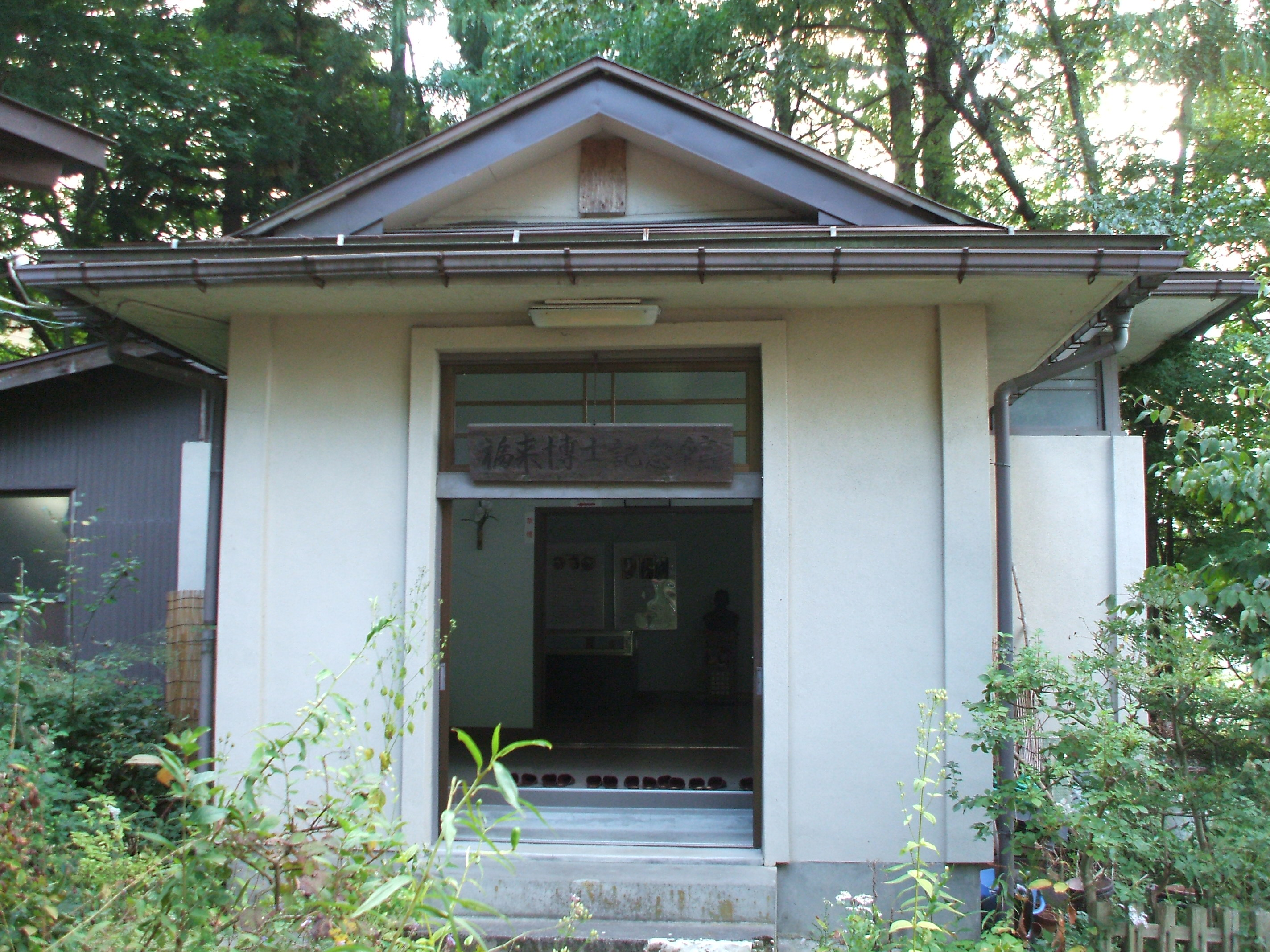
城山公園にある福来博士記念館

## 主な展示内容
- 念写写真

1910年（明治43年）12月に長尾郁子によって行われた写真など
- 念写に使用された道具・試料（ 御船千鶴子、長尾郁子、高橋貞子、三田光一など）
- 福来友吉の著書
- 福来友吉の愛用品
- 山本健造の著書

## 利用案内
- 開館時間：10:00 - 16:00
- 休館日：年末年始（12月29日 - 1月3日）
- 入館料：大人500円、小中学生250円

## 交通アクセス

### 公共交通機関
- のらマイカー（国府地域のらマイカー国府荒城線）「西門前」バス停より徒歩約8分。

### 自動車
- 高山駅より約30分